# گلایول فلاناگانی
گلایول فلاناگانی(نام علمی: Gladiolus flanaganii) نام یک گونه از سرده گلایول است.